# Magnolia kwangtungensis
Magnolia kwangtungensis là một loài thực vật có hoa trong họ Magnoliaceae. Loài này được Merr. mô tả khoa học đầu tiên năm 1927.